# Бойер, Тристан
Тристан Бойер (англ. Tristan Boyer; род. 21 апреля 2001, Алтадина, Калифорния) — американский профессиональный теннисист. Победитель четырёх турниров ATP Challenger (3 — в одиночном разряде).

## Биография
Бойер занимался теннисом в Стэнфорде. Выиграл командный чемпионат PAC-12 в 2021 году, обучаясь на первом курсе колледжа, единственный игрок Стэнфорда, который не проиграл ни одного матча на турнире Pac-12 в 2021 году. В марте 2022 года Тристан покинул Стэнфорд, чтобы полностью посвятить себя профессиональному теннису. Бойер на протяжении трёх лет подряд лучшим новобранцем в США по версии Tennis Recruiting.
В августе 2024 года, получив специальное приглашение на Открытый чемпионат США в парном разряде, Бойер в паре с Эмилио Навой дошёл до третьего раунда, победив по пути девятых сеянных Гонсалеса и Роже-Васслена.
В октябре 2024 года выиграл свой второй титул в одиночном разряде на турнире Campeonato Internacional de Tênis de Campinas 2024 в Бразилии. 17 ноября Бойер выиграл свой третий титул в одиночном разряде на турнире в Монтевидео, победив в финале Уго Деллиена в двух сетах.
В январе 2025 года Бойер, победив в квалификации, дебютировал на турнире Большого шлема Открытом чемпионате Австралии. В первом круге его соперником был Федерико Кориа из Аргентины, которого Тристан переиграл в упорном пятисетовом поединке. Во втором круге встречался с восьмым сеянным Алексом Де Минором и проиграл ему в трёх сетах.

## Рейтинг на конец года
| Год  | Одиночный рейтинг | Парный рейтинг |
| 2024 | 133               | 208            |
| 2023 | 268               | 2510           |
| 2022 | 1475              | 1517           |
| 2021 | 827               | 1178           |
| 2020 | 1000              | 1465           |
| 2019 | 1208              | -              |
| 2018 | 1908              | -              |